# Fluorouracil
El fluorouracil, també anomenat 5-fluorouracil o 5-FU, és un fàrmac quimioteràpic indicat principalment en el tractament tòpic de queratosis actíniques i carcinoma basocel·lular. El seu efecte principal és la inhibició del creixement accelerat de les cèl·lules cutànies precanceroses. Sovint s'utilitza en combinació amb l'àcid salicílic, que n'afavoreix l'absorció.
El fluorouracil també es pot administrar per via intravenosa pel tractament d'altres tipus de càncer, entre ells el colorectal, esofàgic, estomacal, pancreàtic, mamari i cervical. S'utilitza habitualment en règims de quimioteràpia combinada.
Els efectes secundaris de l'ús per injecció són freqüents; pot causar inflamació de la boca, pèrdua de gana, recomptes baixos de cèl·lules sanguínies, pèrdua de cabell i inflamació de la pell, així com també esterilitat en homes, i menopausa en dones. Quan s'utilitza com a crema, normalment es produeix irritació i inflamació de lleu a moderada a la zona d'aplicació. Independentment del tipus de tractament, el fluorouracil pot perjudicar el fetus durant l'embaràs. Es recomana utilitzar mètodes anticonceptius durant el període de tractament i durant els sis mesos posteriors, i no donar el pit mentre duri el tractament.
El fluorouracil és un antimetabòlit anàleg de la pirimidina. In vivo, es converteix en el metabòlit actiu 5-fluoroxiuridina monofosfat (F-UMP); substituint l'uracil, F-UMP s'incorpora a l'ARN i n'inhibeix la transcripció, inhibint així el creixement cel·lular. Un altre metabòlit actiu, el 5-5-fluoro-2'-desoxiuridina-5'-O-monofosfat (F-dUMP), inhibeix la timidilat sintasa, provocant l'esgotament del trifosfat de timidina (TTP), un dels quatre nucleòtids trifosfats utilitzats en la síntesi d'ADN.
El fluorouracil es va patentar l'any 1956 i es va introduir com a tractament mèdic el 1962. Està a la llista de medicaments essencials de l'Organització Mundial de la Salut.